# Гумерский, Хаким Хасанович
Хаким Хасанович Гумерский (род. 8 июня 1946, Ишимбай) — советский российский нефтяник, учёный, бизнесмен, региональный политик.

## Образование
- Ишимбайский нефтяной техникум
- 1970 Уфимский нефтяной институт
- Аспирантура. В 1996 году — защита кандидатской диссертации по теме «Особенности эксплуатации добывающих скважин струйными насосными установками».

## Трудовая деятельность
- 1962—1975 — рабочий-электрик; оператор и мастер в нефтегазодобывающем управлении «Ишимбайнефть»;
- С 1975 — в нефтегазовом комплексе Западной Сибири. Оператор, технолог, начальник смены, старший инженер нефтепромысла на Самотлоре; с 1987 г. — начальник нефтегазодобывающего управления «Нижневартовскнефть», 1994—1996 — генеральный директор АО «Нижневартовскнефть»; 1996—1997 — вице-президент и глава представительства Восточной нефтяной компании в Вене, позднее — в Москве.

## Достижения
Первый вице-президент АО «Тюменская нефтяная компания» по нефтедобыче (1997—?). Экс-генеральный директор ДАО «Нижневартовскнефть». Президент научно-технологической компании «Российский межотраслевой научно-технический комплекс» Нефтеотдача (РМНТК "Нефтеотдача"), организованной согласно Постановлению Правительства РФ от 6 июля 1994 г. N 790.
Кандидат технических наук, автор более 40 научных работ и 15 изобретений.
Под его руководством внедрён газлифтный способ эксплуатации скважин на Самотлорском месторождении. Это позволило довести годовой уровень добычи нефти до 130 млн т при минимальном уровне энергозатрат и обеспечить надёжную работу фонда скважин — межремонтный период работы скважин до 500 суток. Внёс вклад в разработку технологий, обеспечивающих повышение нефтеотдачи пластов.

## Политика
- Избран 27 октября 1996 депутатом Думы ХМАО II созыва. Выдвинут группой избирателей. Набрал 33845 голосов (20,9 %)[4].
- избирался депутатом Тюменской областной Думы (1994—1997)[5][6]

## Награды и звания
- Заслуженный работник нефтяной и газовой промышленности СССР (1980).
- Заслуженный работник Минтопэнерго РФ (1992).
- орден Дружбы Народов.
- Почётный гражданин Нижневартовского района.[7]